# بنة رضا (شبانكارة)
بنة رضا (بالفارسية: بنه رضا) هي قرية تقع في إيران في قسم شبانكارة الريفي.